# Pointe des Roches
La pointe des Roches est une pointe rocheuse d'origine volcanique qui se situe sur la commune de  Kourou en Guyane. 
Sur cette pointe, on peut apercevoir la Tour Dreyfus et non loin la plage des Roches.